# Veche

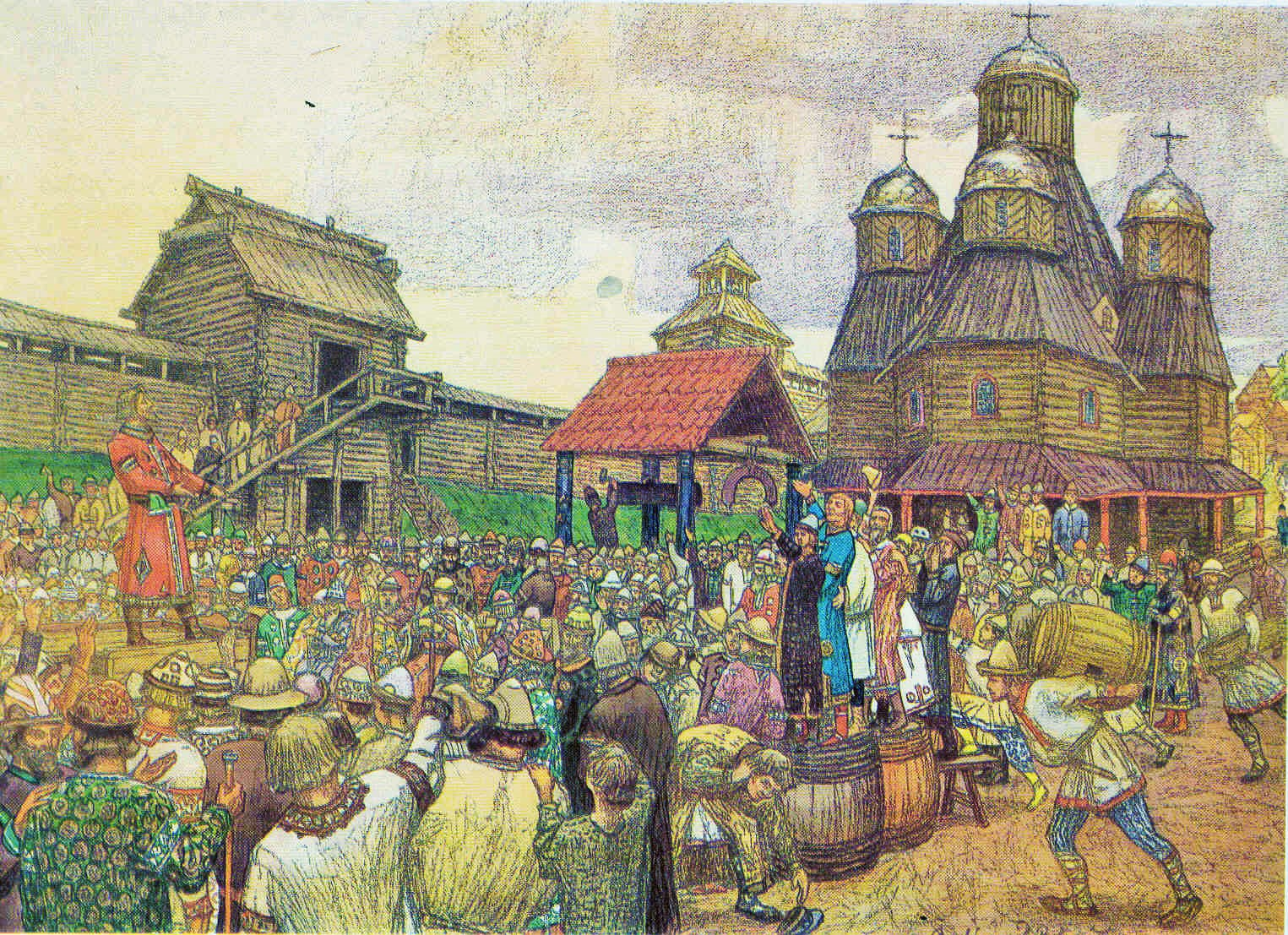
Veche em Pescóvia. Quadro de Victor Vasnetsov

Veche (em russo: вече; em polonês/polaco: wiec; também transliterado do russo como "viétche") eram as assembleias e os conselhos populares de Estados eslavos durante a Idade Média. Em Novogárdia, as veches adquiriram grande poder e influência, moldando a chamada Duma, já na época do Império Russo.